# Acetato de potássio
Acetato de potássio ou etanoato de potássio é um composto iônico, de fórmula KC2H3O2 ou KCH3COO.
Possui massa molecular igual a 98,15 u e apresenta-se na forma de cristais ou flocos brancos.
Decompõe-se quando aquecido, ou quando em contato com ácidos. Trata-se de uma base fraca.
Funde-se a 292 °C e é solúvel em água (256g/100mL a 25 °C)

## Obtenção
É obtido pela neutralização de ácido acético com hidróxido de potássio ou carbonato de potássio.
CH3COOH + KOH → KCH3COO + H2O
2 CH3COOH + K2CO3 → 2 KCH3COO + CO2 + H2O